# Mistress - New - Mistress
Mistress - New - Mistress, es el tercer episodio de la primera temporada de la serie Emerald City emitido por la NBC el 13 de enero de 2017.

## Sinopsis
Dorothy y Lucas descubren que los guardias del Mago de Oz quieren matarla. Mientras tanto en la Ciudad Esmeralda, el mago recurre a su consejo, mientras que las brujas muestran su poder; finalmente Tip y Jack llegan a la ciudad de Ev en busca de una cura.

## Historia
Dorothy, Lucas y Toto continúan su viaje hacia Ciudad Esmeralda, en el camino se encuentran con un circo y van con ellos para encontrarse con el Mago de Oz, sin embargo pronto descubren que los guardias del Mago la quieren muerta y huyen antes de ser encontrados. Los tres se dirigen al castillo de la Bruja del Este, donde se encuentran con Sullivan el guardián del castillo, él les dice que Dorothy al ser la nueva sucesora del Este, le pide que con los guantes mágicos controle el tornado que está sobre el castillo antes de que este sea destruido.
Mientras tanto en Oz, tres brujas se suicidan públicamente y el Mago le pide a Anna que investigue la razón, cuando Anna descubre que eran mujeres que trabajaban en el burdel de la Bruja del Oeste van a cuestionarla, sin embargo la dejan libre. Cuando Anna se da cuenta de que el Mago carece de magia y que el verdadero poder se encuentra en la Prisión de los Deplorables, decide confrontarlo con la información, pero este la encarcela a pesar de que ella le dice que no va a decirle nada a Glinda ni a nadie más.
Por otro lado Dorothy decide intentar controlar el tornado con la esperanza de que este la regrese a su casa de la misma forma en la que llegó, sin embargo cuando es absorbida por este es enviada a otra dimensión en donde descubre una bata con el nombre "K. Chapman" y se da cuenta de que su madre había estado previamente en Oz. Cuando regresa al castillo y confronta a Sullivan sobre la ropa, él le dice que le pertenece a una "visitante" y cuando Dorothy le revela que le pertenecía a su madre, él a acusa de ser una y ataca a Lucas, sin embargo cuando descubre que la bruja no había muerto pacíficamente como había creído, los deja ir. Lucas, Dorothy y Toto logran huir antes de que el castillo sea destruido.
Finalmente Tip y Jack llegan a la Tierra de Ev, donde van con un herbalista para que les haga más poción para que Tip pueda regresar a su "verdadera" forma: la de un niño; sin embargo el químico descubre que en realidad la poción que le daban era para convertirlo en niño y que sólo suprimía su verdadera forma: la de una mujer; también le dice que no puede crearle más poción y que nadie lo hará, ya que es magia, lo que deja confundida a Tip. Las cosas empeoran cuando Jack la besa y Tip molesta lo empuja de un balcón lo que ocasiona su muerte.

## Personajes

### Personajes principales
| Actor                | Personaje                 | Ocupación                  | Título                                |
| -------------------- | ------------------------- | -------------------------- | ------------------------------------- |
| Adria Arjona         | Dorothy Gale              | Enfermera / Bruja del Este | "La más Piadosa y Severa"             |
| Oliver Jackson-Cohen | Lucas / El Espantapájaros | -                          | -                                     |
| Vincent D'Onofrio    | El Mago de Oz             | -                          | -                                     |
| Ana Ularu            | Bruja Malvada del Oeste   | Bruja                      | "Portadora de la Verdad y el Sosiego" |
| Gerran Howell        | Jack                      | -                          | -                                     |
| Jordan Loughran      | Tippetarius "Tip"         | -                          | -                                     |
| Mido Hamada          | Eamonn                    | Guardia del Mago           | -                                     |

### Personajes secundarios
| Actor             | Personaje | Ocupación                    | Notas |
| ----------------- | --------- | ---------------------------- | ----- |
| -                 | Toto      | Perro policía                | -     |
| Deobia Oparei     | Sullivan  | Guardia de la Bruja del Este | -     |
| Roxy Sternberg    | Elizabeth | Miembro del Consejo de Oz    | -     |
| Isabel Lucas      | Anna      | Miembro del Consejo de Oz    | -     |
| Stewart Scudamore | Hugh      | -                            | -     |
| Philip Bird       | -         | Herbalista                   | -     |
| Caroline Boulton  | -         | Camarera                     | -     |
| Louvaine Inman    | Sasha     | -                            | -     |
| Billy Jeffries    | Claude    | Bufón del Circo              | -     |
| Mireia Ros        | -         | Clarividente                 | -     |
| Amber Rose Revah  | Miranda   | -                            | -     |
| Vahid Gold        | Toby      | -                            | -     |

## Producción
El tercer episodio de la primera temporada fue dirigido por Tarsem Singh, contó con los escritores Matthew Arnold, Josh Friedman, Justin Doble, David Schulner, Justin Doble, Nichole Beattie	y estuvo basado en la serie de libros de L. Frank Baum.
La producción estuvo a cargo de Chris Thompson y Tommy Turtlel, el coproductor Tony Roman, con el productor ejecutivo David Schulner, el productor asociado Thomas M. Horton, el productor de supervisión Tracy Bellomo y Peter Welter Soler.
La cinematografía estuvo a cargo de Colin Watkinson, mientras que la edición estuvo en manos de Chris Barwell.